# 井川原賢

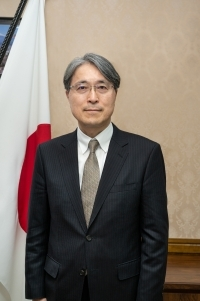
外務省より公表された公式肖像画像

井川原 賢（いがわはら まさる、1960年〈昭和35年〉9月7日 - ）は、宮崎県出身の日本の外交官。
アジア大洋州局中国・モンゴル第一課地域調整官、在青島総領事などを経て、2023年10月から駐モンゴル大使を務める。

## 略歴
- 1983年　外務省専門職員採用試験合格
- 1984年3月　九州大学経済学部経済学科卒業
- 1984年4月　外務省入省
- 2011年11月　国際情報統括官付情報分析官 兼 国際情報統括官付第三国際情報官室
- 2015年2月　在香港日本国総領事館 領事
- 2018年2月　アジア大洋州局中国・モンゴル第一課地域調整官
- 2019年11月　在青島日本国総領事館 総領事
- 2023年10月　モンゴル国駐箚 特命全権大使